# Natació als Jocs Olímpics d'estiu de 2012 - 400 metres lliures femenins
La prova dels 400 metres lliures femenins dels Jocs Olímpics d'Estiu de 2012 es va disputar el 29 de juliol al London Aquatics Centre.

## Rècords
Abans de la prova els rècords del món i olímpic existents eren els següents:
| Rècord del món | 3:59.15 | Federica Pellegrini (ITA) | 26 de juliol de 2009 | Roma (Itàlia) | [ 2 ] [ 3 ] |
| Rècord olímpic | 4:02.19 | Federica Pellegrini (ITA) | 10 d'agost de 2008   | Pequín (Xina) | [ 4 ]       |

Durant la prova es van batre els següents rècords:
| Data         | Prova | Nom                  | Temps   | Rècord |
| ------------ | ----- | -------------------- | ------- | ------ |
| 29 de juliol | Final | Camille Muffat (FRA) | 4:01.45 | OR     |

## Medallistes
| Or                   | Plata                 | Bronze                  |
| Camille Muffat (FRA) | Allison Schmitt (USA) | Rebecca Adlington (GBR) |

## Resultats

### Sèries
| Pos | Sèrie | Línia | Nom                          | Temps   | Notes |
| --- | ----- | ----- | ---------------------------- | ------- | ----- |
| 1   | 5     | 4     | Camille Muffat (FRA)         | 4:03.29 | Q     |
| 2   | 5     | 5     | Allison Schmitt (USA)        | 4:03.31 | Q     |
| 3   | 4     | 6     | Coralie Balmy (FRA)          | 4:03.56 | Q     |
| 4   | 5     | 2     | Lauren Boyle (NZL)           | 4:03.63 | Q     |
| 5   | 5     | 6     | Lotte Friis (DEN)            | 4:04.22 | Q, NR |
| 6   | 4     | 2     | Brittany MacLean (CAN)       | 4:05.06 | Q, NR |
| 7   | 4     | 4     | Federica Pellegrini (ITA)    | 4:05.30 | Q     |
| 8   | 3     | 4     | Rebecca Adlington (GBR)      | 4:05.75 | Q     |
| 9   | 5     | 7     | Melania Costa Schmid (ESP)   | 4:06.75 |       |
| 10  | 3     | 5     | Chloe Sutton (USA)           | 4:07.07 |       |
| 11  | 4     | 5     | Kylie Palmer (AUS)           | 4:07.27 |       |
| 12  | 5     | 3     | Bronte Barratt (AUS)         | 4:07.99 |       |
| 13  | 3     | 6     | Mireia Belmonte Garcia (ESP) | 4:08.23 |       |
| 14  | 4     | 3     | Shao Yiwen (CHN)             | 4:08.41 |       |
| 15  | 4     | 1     | Andreina Pinto (VEN)         | 4:08.45 | NR    |
| 16  | 3     | 7     | Éva Risztov (HUN)            | 4:09.08 |       |
| 17  | 5     | 1     | Boglárka Kapás (HUN)         | 4:10.01 |       |
| 18  | 4     | 7     | Savannah King (CAN)          | 4:10.93 |       |
| 19  | 3     | 3     | Li Xuanxu (CHN)              | 4:10.95 |       |
| 20  | 3     | 1     | Camelia Potec (ROU)          | 4:11.43 |       |
| 21  | 3     | 2     | Joanne Jackson (GBR)         | 4:11.50 |       |
| 22  | 3     | 8     | Wendy Trott (RSA)            | 4:11.63 |       |
| 23  | 2     | 3     | Nina Rangelova (BUL)         | 4:11.71 | NR    |
| 24  | 2     | 5     | Kristel Kobrich (CHI)        | 4:12.02 |       |
| 25  | 5     | 8     | Elena Sokolova (RUS)         | 4:12.19 |       |
| 26  | 2     | 4     | Aya Takano (JPN)             | 4:12.33 |       |
| 27  | 2     | 2     | Julia Hassler (LIE)          | 4:12.99 |       |
| 28  | 2     | 6     | Susana Escobar (MEX)         | 4:14.78 |       |
| 29  | 2     | 8     | Natthanan Junkrajang (THA)   | 4:16.45 |       |
| 30  | 2     | 1     | Lynette Lim (SIN)            | 4:18.64 |       |
| 31  | 4     | 8     | Grainne Murphy (IRL)         | 4:19.07 |       |
| 32  | 1     | 4     | Mojca Sagmeister (SVN)       | 4:21.55 |       |
| 33  | 1     | 5     | Andrea Cedron (PER)          | 4:24.18 |       |
| 34  | 2     | 7     | Kim Ga-Eul (KOR)             | 4:43.46 |       |
| 35  | 1     | 3     | Jennet Saryyeva (TKM)        | 5:40.29 | NR    |

### Final
| Pos    | Línia | Nom                       | Temps   | Notes  |
| ------ | ----- | ------------------------- | ------- | ------ |
| Or     | 4     | Camille Muffat (FRA)      | 4:01.45 | OR     |
| Argent | 5     | Allison Schmitt (USA)     | 4:01.77 | AM, NR |
| Bronze | 8     | Rebecca Adlington (GBR)   | 4:03.01 |        |
| 4      | 2     | Lotte Friis (DEN)         | 4:03.98 | NR     |
| 5      | 1     | Federica Pellegrini (ITA) | 4:04.50 |        |
| 6      | 3     | Coralie Balmy (FRA)       | 4:05.95 |        |
| 7      | 7     | Brittany MacLean (CAN)    | 4:06.24 |        |
| 8      | 6     | Lauren Boyle (NZL)        | 4:06.25 |        |

OR - Rècord olímpic / AM - Rècord d'Amèrica / NR - Rècord nacional